# Stadtburg Hollfeld
Die Stadtburg Hollfeld ist eine abgegangene Stadtburg auf einen Höhensporn (Höhenburg) bei 410 m ü. NHN am Zusammenfluss von Wiesent und Kainach am heutigen Marienplatz in Hollfeld (Altstadt) im Landkreis Bayreuth in Bayern.
Die frühmittelalterliche Burganlage aus ottonischer Zeit wurde erstmals 1017 erwähnt und war die Befestigung der Oberstadt, aus der die heute gut erhaltene historische Altstadt entstand. Von der ehemaligen Burganlage ist nichts mehr erhalten.